# Amnesia: Rebirth
Amnesia: Rebirth es un videojuego de terror desarrollado y publicado por la compañía sueca Frictional Games y lanzado al mercado para Microsoft Windows y PlayStation 4 el 20 de octubre de 2020. Es la tercera entrega de la franquicia y sirve como secuela de Amnesia: The Dark Descent (2010).

## Jugabilidad
Al igual que en The Dark Descent, el juego se juega desde una perspectiva en primera persona. Se asume el control de Tasi Trianon, quien debe vagar por cuevas del desierto y tumbas antiguas para encontrar el paradero de sus compañeros. El juego tiene poca luz y se deben usar todas las fuentes de luz posibles, como la propia lámpara de combustible de Tasi, para ver con claridad y encontrar formas de progresar. También se deben buscar fósforos, que se pueden usar para encender antorchas y velas. Los jugadores también deben resolver varios acertijos para progresar en el juego y leer las notas dejadas por personajes no jugables para saber más sobre la historia.
Como en el primer juego, el nivel de miedo de Tasi aumenta gradualmente. El miedo abrumaría a Tasi cuando camina completamente en la oscuridad, haciéndola alucinar y escuchar susurros en su cabeza. También aparecerán imágenes grotescas en la pantalla. Resolver acertijos, esconderse de los monstruos y administrar las fuentes de luz puede hacer que controle su miedo, evitando que degenere en sus paranoias. El juego no cuenta con ningún sistema de combate y cuando Tasi se encuentra con una criatura sobrenatural, puede correr o esconderse. A diferencia del primer juego, cuando el jugador muere, no se recarga un punto de guardado anterior. En cambio, hará que el jugador avance un poco, lo que le permitirá omitir el encuentro con el monstruo por completo durante el segundo intento del jugador.

## Historia
El juego se desarrolla en marzo de 1937, aproximadamente 100 años después de los eventos del primer juego. La historia sigue a Anastasie "Tasi" Trianon, una diseñadora técnica que se enrola junto a su marido Salim en una expedición arqueológica al África colonial, buscando el sitio de Tin Hinan, en las montañas de Ahaggar. El viaje, que se produce en el aeroplano Cassandra, se estrella en el desierto al sur de Argelia. Cuando Tasi despierta, descubre que todos sus compañeros han desaparecido. Mientras los busca, descubre una cueva antigua atormentada por la oscuridad y criaturas sobrenaturales y recupera lentamente sus recuerdos perdidos.

## Desarrollo
Como los anteriores juegos de la saga, Amnesia: Rebirth fue desarrollado por la empresa sueca Frictional Games. Durante el período de desarrollo del videojuego, el equipo intentó identificar los puntos fuertes y las deficiencias de The Dark Descent y de Soma, decidiendo que el renacimiento del Amnesia tuviera un nivel alto en la narrativa general y el "juego de nivel inferior" del Amnesia. Se pensó expandir la trama y muchas de las configuraciones iniciales, como así dejaron constancia las notas del juego. A pesar de esto, el juego no es una secuela directa de The Dark Descent. Se puede jugar libremente sin haber comprendido y experimentado los dos anteriores.
Según Thomas Grip, el director creativo del juego, el juego explora la idea de "supervivencia". En lugar de depender de los sustos a corto plazo, el equipo creía que el tema y la narrativa general del juego deberían ser lo que atormenta al jugador. El equipo eligió un entorno desértico como escenario principal del juego, ya que permitía crear entornos más diversos y permite a los jugadores apreciar momentos de belleza y espectáculo, que luego podían usarse para contrastar las áreas más claustrofóbicas y el sensación de pavor que el juego esperaba ofrecer. Los esqueletos en el Sahara sirvieron como una importante fuente de inspiración para el equipo. Aprendiendo de sus experiencias al crear Soma, la historia del juego se desarrolla a medida que avanza el jugador, a diferencia del primer Amnesia, cuya historia se entrega principalmente a través de coleccionables basados en texto y se centra completamente en el pasado.

## Recepción
Según el agregador de reseñas Metacritic, la versión para PC de Amnesia: Rebirth recibió críticas generalmente positivas, mientras que la versión de PlayStation 4 tuvo una recepción mixta, con varias consideraciones.